# Ларси, Шарль де
Шарль Жюбер барон Де Ларси (фр. Roger Charles de Larcy; 20 августа 1805, Ле Виган — 6 октября 1882, Пьерлат, департамент Дром) — французский политик-легитимист, государственный деятель, адвокат, юрист.

## Биография
Работал адвокатом в Ниме, приобрёл известность защитой легитимистов в политических процессах. Его брошюра: «Révolution de la France» (1831), в которой Де Ларси защищал легитимизм, вызвала приветствие автору от Шатобриана. Сторонник претендента на французский престол Генриха де Шамбора.
Избранный в 1839 году в палату депутатов Франции, занял место на крайней правой. В собраниях учредительном и законодательном был одним из лидеров реакции и хотя сначала поддерживал бонапартистов, но протестовал против декабрьского переворота 1851 года и во время второй империи не принимал никакого участия в политической жизни.
В 1871 году был избран в Национальное собрание и А. Тьер, составляя коалиционный кабинет, поручил ему министерство общественных работ; но Де Ларси вскоре вышел из кабинета и стал играть видную роль в монархической партии, принимая деятельное участие во всех попытках восстановления монархии. Сенатор с 1877 года, вице-президент Сената в 1881 году.
Занимал пост министра транспорта (с 19 февраля 1871 по 7 декабря 1872 года и с 26 ноября 1873 по 22 мая 1874 года).
Автор «Des vicissitudes politiques de la France» (1860).